# دييغو فيجيل كوكانا
دييغو فيجيل كوكانا (بالإسبانية: Diego Vigil y Cocaña) (و. 1799 – 1845 م) هو سياسي من السلفادور، تولى منصب رئيس السلفادور.